# Aspidiotus tafiranus
Aspidiotus tafiranus är en insektsart som beskrevs av Karl Hermann Leonhard Lindinger 1912. Aspidiotus tafiranus ingår i släktet Aspidiotus och familjen pansarsköldlöss. Inga underarter finns listade i Catalogue of Life.